# Ben Tulett
Ben Samuel Tulett (* 26. August 2001 in Sevenoaks) ist ein britischer Radrennfahrer.

## Sportlicher Werdegang
In den Anfangsjahren seiner Karriere zeigte sich Tulett vor allem im Cyclocross. Bei den UCI-Cyclocross-Weltmeisterschaften wurde er 2018 in Valkenburg Junioren-Weltmeister. 2019 verteidigte er in Bogense erfolgreich seinen Titel, was zuvor nur Mathieu van der Poel gelang.
Nach dem Wechsel in die U23 wurde Tulett zur Saison 2019 Mitglied im UCI ProTeam Alpecin-Fenix. In den zwei Jahren bei Alpecin-Fenix blieb er ohne zählbare Ergebnisse, jedoch zeigte er bei verschiedenen Rennen, dass er ähnliche Anlagen wie Thomas Pidcock hat. Dementsprechend erhielt er zur Saison 2022 einen Vertrag beim UCI WorldTeam Ineos Grenadiers. Den ersten Erfolg für sein neues Team erzielte er bei der Settimana Internazionale Coppi e Bartali 2022. 2023 gewann er den Prolog zur Tour of Norway und verteidigte die Gesamtführung bis zum Ziel der Rundfahrt.
Ab der Saison 2024 nahm das Team Visma-Lease a Bike Tulett unter Vertrag. Aufgrund Erkrankung und Sturzverletzung bei der Burgos-Rundfahrt bestritt er 2024 vergleichsweise wenig Rennen und konnte nicht an die Leistungen aus dem Vorjahr anknüpfen. Zu Beginn der Saison 2025 zeigte er mit den Rängen drei und zwei bei der Drôme Classic und Mailand–Turin auf, ehe er mit einem Etappensieg den Gesamtsieg bei der Settimana Internazionale Coppi e Bartali feierte.

## Familie
Ben Tulett hat einen älteren Bruder Daniel Tulett (* 1999), der ebenso Radrennfahrer war und von 2019 bis 2021 für mehrere britische UCI Continental Teams fuhr.

## Erfolge

### Cyclocross
2017/18
- Weltmeister (Junioren)
- Europameisterschaften (Junioren)

2018/19
- Weltmeister (Junioren)
- Britischer Meister (Junioren)

2019/20
- Britischer Meister (U23)

### Straße
2018
- Britischer Meister (Junioren) – Straßenrennen

2022
- eine Etappe Settimana Internazionale Coppi e Bartali

2023
- Gesamtwertung und eine Etappe Tour of Norway

2025
- Gesamtwertung und eine Etappe Settimana Internazionale Coppi e Bartali

## Grand Tours
| Grand Tour            | 2022 | 2023 | 2024 |
| --------------------- | ---- | ---- | ---- |
| Giro d’ItaliaGiro     | 38   | –    | –    |
| Tour de FranceTour    | –    | –    | –    |
| Vuelta a EspañaVuelta | –    | –    | –    |